# Hermann Gretsch
Hermann Gretsch (* 17. November 1895 in Augsburg; † 29. Mai 1950 in Stuttgart) war ein deutscher Gestalter.

## Leben

Relief von Gretsch in Schönwald mit Porzellan als Hintergrund

Nach einem Architekturstudium an der Technischen Hochschule Stuttgart bei Paul Bonatz und Paul Schmitthenner bestand Hermann Gretsch 1923 seine Gesellenprüfung als Keramiker an der Stuttgarter Kunstgewerbeschule. 1928 verfasste er seine Dissertation über Technische Merkmale süddeutscher Fayence-Fabriken.
Ab 1930 war er in leitender Position im Landesgewerbeamt Stuttgart tätig und wirkte im Bund deutscher Entwerfer. Im selben Jahr begann Gretschs Tätigkeit für die Porzellanfabrik Arzberg. Bis zu seinem Tod blieb er ihr künstlerischer Leiter.
Zum 1. Mai 1933 trat Gretsch der NSDAP bei (Mitgliedsnummer 3.144.900) und übernahm 1935 die Leitung des gleichgeschalteten Deutschen Werkbunds von Carl Christoph Lörcher. Viele bedeutende Mitglieder hatten sich hingegen für eine Auflösung des Bundes ausgesprochen. 1940 avancierte er zum Reichskommissar des deutschen Beitrags zur VII. Triennale in Mailand. Im Monatsheft Schwaben zog er eine weitgehend nüchterne Bilanz, gefolgt von den abschließenden Worten:

„Auf Grund [...] des mit der nationalen Erhebung erwachten Lebenswillens wird das deutsche Volk, das im Kampf um seine Lebensrechte in den letzten Jahren seine ewigen, inneren Werte erschlossen hat, auch auf [dem Gebiet des Wohnens] dem Fortschritt dienen.“

Zeitgleich wurde er zum Direktor der Stuttgarter Kunstgewerbeschule ernannt und 1941 zum stellvertretenden Direktor der Staatlichen Akademie der bildenden Künste Stuttgart. 1942 wurde er Mitglied in der Akademie für Wohnungswesen und im Reichsausschuss für kulturelle Werksgestaltung im Handwerk. Gretsch konnte sich dem neuen Regime so bruchlos andienen, weil seine gestalterischen Ideen den allmählich etablierten Geschmacksvorstellungen der Nationalsozialisten keineswegs zuwiderliefen. Auch beruflich konnte er seine Position in Schönwald und Arzberg ausbauen: 1943 wurde er in den Aufsichtsrat des Kahla-Konzerns gewählt.
Hermann Gretsch figurierte auf der „Gottbegnadeten-Liste“ des NS-Staates.
Nach 1945 blieb eine Selbstkritik aus. Er ließ sich als freier Architekt in Stuttgart nieder und leitete den Neuanfang der Arzberger Porzellanmanufaktur. Nach dem frühen Tod von Gretsch wurde Heinrich Löffelhardt, mit dem er auch Muster gemeinsam entworfen hat sein Nachfolger als künstlerischer Leiter in Arzberg.
Im November 2012 wurde Hermann Gretsch ein Denkmal in Schönwald gewidmet. Die Figur aus Marmor zeigt seine "Form 98", die Gretsch für die Porzellanfabrik Schönwald entworfen hatte, und das Gesicht des Designers.

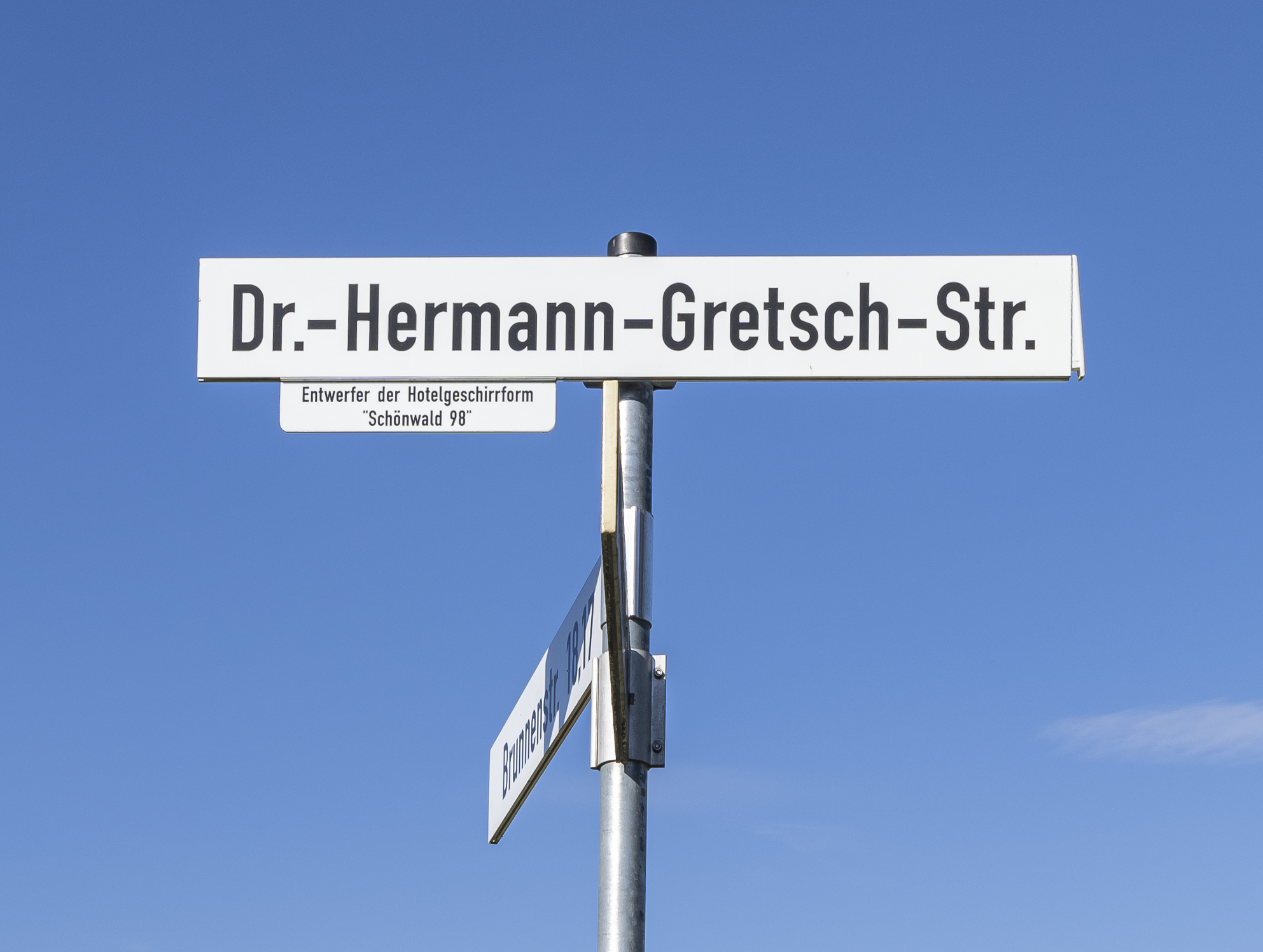
Dr.-Hermann-Gretsch-Straße in Schönwald

Ebenfalls in Schönwald befindet sich die nach ihm benannte Dr.-Hermann-Gretsch-Straße.

## Arzberg Form 1382

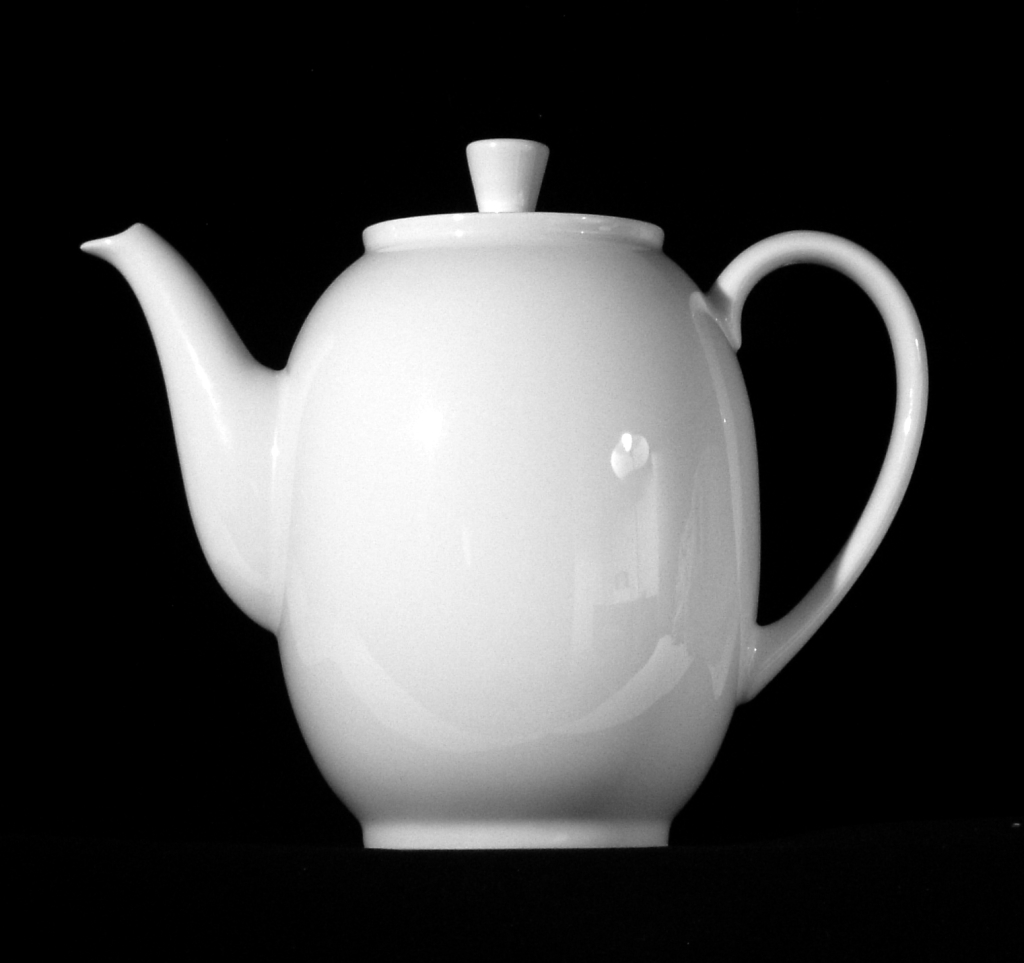
Kaffeekanne Form 1382

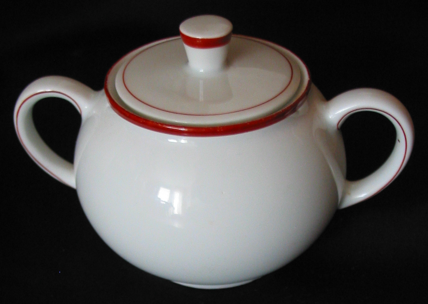
Form 1382 mit Rotrand

1931 entwarf Hermann Gretsch das Kaffee- und Tafel-Service 1382 für die Porzellanfabrik Arzberg. Es gilt als Musterbeispiel für eine zeitlos schlichte, klare Form. Sie setzte sich von den bisher üblichen Formen und Dekoren im Stil des Rokoko und Art déco ab. Andererseits distanzierte sich Gretsch von experimentellen und modernistischen Formen. Das Fachamt Deutsches Handwerk in der Deutschen Arbeitsfront lobte solche Entwürfe gerade für ihre „Zeitlosigkeit“. Für die Form 1382 erhielt er die Goldmedaille der VI. Triennale von Mailand (1936). 1950 nahm sie das Museum of Modern Art, New York, in seine Ausstellung „Good Design“ auf.
Gretsch leitete mit der Form 1382 eine Trendwende in der industriellen Porzellanfabrikation ein. Die neue Formensprache war für Arzberg ein erhebliches Risiko, da nicht vorhersehbar war, ob der bestehende Kundenkreis ein so schlichtes, rein auf Funktion ausgelegtes Geschirr annehmen würde. Ein Dekor lehnte Gretsch zwar aus gestalterischen Gründen ab: „Vom Gebrauch aus gesehen ist das undekorierte Geschirr, dessen Form unter Umständen mit einer einfachen Linie unterstrichen ist, zweifellos am schönsten.“ Aus kaufmännischen Erwägungen wurden allerdings mehrere Dekore angeboten, so beispielsweise das bis heute produzierte Blaublüten-muster. Gleichzeitig wurde das Konzept eines „Sammelgeschirrs“ entwickelt, das ein Privathaushalt nach Kassenlage über die Jahre komplettieren konnte. Heute ist dieses Prinzip aus der Branche nicht mehr wegzudenken.
Aufbauend auf der Neuen Sachlichkeit der 1920er Jahre entwarfen auch andere Kollegen Service in schlichter Form, zu nennen sind hier Georg A. Mathéy mit Form 760 (Rosenthal 1928), Marguerite Friedlaender mit dem Service „Halle“ (KPM 1929), Trude Petri mit Urbino (KPM 1931) oder Wilhelm Wagenfeld mit Form 639 (Fürstenberg 1934). Die Form 1382 gehört zu den Klassikern der deutschen Produktgestaltung, sie wird bis heute hergestellt.

## Weitere bekannte Entwürfe
- 1930er: Schönwald Form 111
- 1930er: Arzberg Form 1350
- 1931: Arzberg Form 1382
- 1936: Schönwald Form 98, Hotel-Porzellanservice
- 1938: Arzberg Form 1495
- 1938: Arzberg Form 1840
- 1947/48: C. Hugo Pott Modell 81

## Zitate
„Jede neue Form soll eine Kritik am Bestehenden sein, denn sie ist nur dann von Bestand, wenn sie sich praktischer und schöner als das Vorhandene erweist.“

„Es ist falsch, immer wieder auf die Gegensätze von Industrie und Handwerk hinzuweisen. Unterscheiden wir lieber gute und schlechte Erzeugnisse.“

„Wir wollen weder das ‚Alte‘ noch das ‚Neue‘, sondern das Wahre, Echte, Zweckmäßige. Unsere Wohnungen sind weder Schaufensteranlagen, noch Magazine, noch Museen. Die Gegenstände, die wir brauchen, sollen nicht krampfhaft etwas vorstellen wollen, sondern in ihrer zweckgebundenen Schönheit eine natürliche und gesunde Umgebung mitgestalten helfen.“

„Gestalten heißt erziehen, denn jede schöpferische Arbeit ist ein Stück Lebensweisheit.“

## Schriften
- Die Fayencefabrik in Crailsheim., Stuttgart 1928.
- Grabmal und Friedhof. In: Felix Schuster (Hrsg.): Schwäbisches Heimatbuch 1939. J. F. Steinkopf, Stuttgart 1939 (Bücherei des Schwäbischen Heimatbundes; 25), S. 117–123.
- Die VII. Triennale. In: Schwaben. Monatshefte für Volkstum und Kultur 12 (1940), S. 475–480.
- Bernhard Pankok zum Gedächtnis. Rede, gehalten anläßlich der Immatrikulationsfeier der Akademie der bildenden Künste in Stuttgart am 14. Mai 1943, o. O. [Stuttgart] o. J. [1943].